# Nothofagus baumanniae
Nothofagus baumanniae là một loài thực vật thuộc họ Nothofagaceae. Đây là loài đặc hữu của New Caledonia.